# Isla Calista
La Isla Calista es una pequeña isla en el estrecho de San Carlos, al oeste de la isla Soledad, en las islas Malvinas. Al sureste se encuentra la isla Águila. Se la suele confundir con la Isla Libertad (en inglés: Ruggles Island), ubicada al este, y que le da el nombre a la bahía Libertad.
El extremo norte y el extremo sudoeste de este accidente geográfico son dos de los puntos que determinan las líneas de base de la República Argentina, a partir de las cuales se miden los espacios marítimos que rodean al archipiélago.
La isla es administrada por el Reino Unido como parte del territorio de ultramar de las Islas Malvinas y es reclamada por la República Argentina, que la hace parte del Departamento Islas del Atlántico Sur dentro de la provincia de Tierra del Fuego, Antártida e Islas del Atlántico Sur.

## Historia
La isla ha sido testigo de varios naufragios:
- en septiembre de 1874, el buque de Estados Unidos Sea Ranger se hundió allí.[5]
- en septiembre de 1885, el barco italiano Luigrya se hundió aquí también, con una carga completa de estatuas de mármol, de las cuales se dice en el folklore local que aún pueden ser vistas bajo el agua.